# Дурвудхан, Сураган
Сураган Дурвудхан (каз. Сұраған Дөрбетхан; род. 25  апреля 1988, Баян-Улгий, Монголия) — казахстанский учёный-математик, профессор АОО «Назарбаев Университет», член-корреспондент (2017), академик (2024) Национальной академии наук Казахстана.
Ведущий учёный-математик Казахстана. Один из наиболее высоко цитируемых за рубежом казахстанских учёных, общее количество цитирований 1 107 (индекс Хирша — 20) согласно базе данных Scopus. Самый молодой академик в истории НАН РК. Лауреат Государственной премии Республики Казахстана в области науки и техники имени аль-Фараби (2020). Лауреат премии Феррана Суньер-и-Балагера (2018).

## Биография
Родился в 1988 году в Баян-Улгий в Монголии. Получил в основном домашнее обучение, с юных лет проявлял интерес к физике и математике. В 2005 году вместе с семьёй переехал в Казахстан. Самостоятельно прошёл образовательный курс средней школы. В 2009 году окончил механико-математический факультет КазНУ, получив академическую степень бакалавра по специальности «Механика». С 2009 по 2013 годы продолжил обучение в университете, получив сначала степень магистра (M.Sc.), а позднее — учёную степень доктора философии (Ph.D.). С 2013 по 2014 годы учился в Королевском колледже Лондона, получив степень магистра по специальности «Теоретическая физика» и постдокторантуре в Имперском колледже Лондона. 
Проходил стажировку в Курантовском институте математических наук. В 2023 году выступал в качестве приглашенного учёного в Кембриджском университете. С апреля по июнь 2023 года работал научным сотрудником в Институте математических наук Исаака Ньютона. Профессор АОО «Назарбаев Университет». 
В 2017 году был избран членом-корреспондентом, в 2024 году — действительным членом Национальной академии наук Казахстана.

## Научная и общественная деятельность
Основное направление научной работы связано с исследованиями в области спектральной теории, геометрии Римана, дифференциальных уравнений и теории потенциала. Является одним из наиболее высоко цитируемых за рубежом казахстанских учёных, общее количество цитирований 1 107 (индекс Хирша — 20) согласно базе данных Scopus.
В 2018 году Сураган Дурвудхан стал лауреатом премии Феррана Суньер-и-Балагера за монографию «Hardy inequalities on homogeneous groups (100 years of Hardy inequalities)», написанную в соавторстве с профессором Королевского колледжа Лондона Михаилом Ружанским. Монография была опубликована в научном журнале «Progress in Mathematics». Является самым молодым учёным и первым азиатским учёным удостоенным этой премии.
В 2020 году ему была присуждена Государственная премия Республики Казахстан в области науки и техники имени аль-Фараби за цикл работ «К теории нелокальных дифференциальных операторов», написанных в соавторстве с профессором Махмудом Садыбековым.
В 2022 году был представителем Казахстана на Генеральной ассамблее Международного математического союза (IMU) в Хельсинки, на которой был назначен председателем секции Международного конгресса математиков (ICM) 2022.
В 2025 году был председателем Международного конгресса по анализу, приложениям и вычислениям (ISAAC-2025), проходившем в Астане. В этом же году был назначен членом Национального Курултая Казахстана – консультативно-совещательного органа при президенте Казахстана.

## Награды и премии
- Орден «Курмет» (2025)[17]
- Лауреат Государственный премии Республики Казахстана в области науки и техники имени аль-Фараби (2020)[6]
- Лауреат премии Феррана Суньер-и-Балагера (2018)[7]
- Лауреат премии Кунаева для молодых ученых (2013, Казахстан) — за лучшую работу в области естественных наук[9].